# 神栖市
神栖市（日语：／ Kamisu shi */?）是茨城縣最東南端的一市。設立于2005年8月1日，由鹿島郡神栖町與鄰接的波崎町編入合并誕生。

## 出身名人
- 城之内早苗 - 前偶像（小貓俱樂部的成員，會員號碼17號），現在為演歌歌手。
- 山本懸藏 - 勞工運動家、戰前的日本共產黨黨員。